# Фрегаты типа «Ульсан»
Фрегаты типа «Ульсан» (кор. 울산급 호위함?, 蔚山級護衛艦?) — корабли класса фрегат, находящиеся на службе ВМС Республики Корея с 1981 года. До начала 1990-х годов это был самый современный тип боевых кораблей надводных сил Кореи. Предшественник фрегатов типа «Инчхон». По состоянию на 2024 год в строю осталось только два корабля этого типа.

## История проекта

### Проектирование
9 июля 1975 года президент Пак Чон Хи приказал начальнику штаба ВМС рассмотреть и доложить о возможности разработки фрегатов в качестве меры реагирования на меняющуюся обстановку в области безопасности и создания независимой системы национальной обороны. Однако ВМФ, только приступивший к строительству малых кораблей, обладал технологией проектирования быстроходных лодок, но не имел опыта проектирования крупных боевых кораблей.
В декабре 1976 года был заключен договор на проектирование с Hyundai Heavy Industries, но из-за трудностей с планированием и приобретением проектной документации Hyundai Heavy Industries заключила соглашение о взаимном техническом сотрудничестве с американской компанией JJMA для получения поддержки в области проектных технологий и кадров.

### Строительство
В 1978 году базовое проектирование было завершено, и в ноябре того же года был заключен контракт на детальное проектирование и строительство опытного корабля между Hyundai Heavy Industries и ВМС. Строительство первого фрегата началось в мае 1979 года. Он был спущен на воду 8 апреля 1980 года и вступил в строй 1 января 1981 года. Последний фрегат был спущен на воду в 1992 году.
Всего существовало 3 поколения этих кораблей. К поколению I принадлежали первые 4 корабля, к поколению II — 5-й, а последние 4 — к поколению III. Эти серии различались по вооружению и водоизмещению.

## История службы
Все 9 кораблей этого типа служили в ВМС Республики Корея, каждый из которых активно участвовал в защите морских границ страны и принимал участие в многочисленных учениях и операциях.

### «Ульсан» (FF-951)
В 1983 году «Ульсан» (FF-951), головной корабль своего типа, участвовал в спасательной операции у берегов острова Чеджу, где помог спасти экипаж тонущего парома. В том же году корабль участвовал в операции против северокорейской подводной лодки, которая была успешно потоплена. С 1985 года корабль был приписан к 51-й противолодочной эскадре 5-й флотилии 1-го флота. В 1993 году фрегат стал первым кораблем ВМС Республики Корея, который посетил Владивосток в составе военной дипломатической миссии после установления дипломатических отношений между Южной Кореей и Россией. После реорганизации флота в 2006 году «Ульсан» был приписан к 31-й эскадре эсминцев 3-го флота в Мокпхо.

### «Сеул» (FF-952)
Второй корабль — «Сеул» (FF-952) в 1990 году участвовал в учениях RIMPAC вместе с кораблем «Масан» (FF-955), где получил звание «Лучший стрелок». С 1984 по 1986 год служил в 1-й флотилии, с 1986 по 2011 год в 21-й эскадре эсминцев 2-го флота, а в 2011 перешел в 31-ю эскадру эсминцев 3-го флота. В апреле 2011 года корабль принимал участие в совместных учениях с ВМС США, а 28 мая 2012 года — в учениях с ВМС Австралии у побережья Чеджу. В июле 2014 года, когда произошло затопление парома «Севоль», корабль был срочно направлен для участия в спасательных работах. В ноябре 2014 года он участвовал в комплексных боевых учениях 3-го флота, а в феврале 2015 года — в морских маневрах с ВМС США.

### «Чоннам» (FF-957)
Шестой корабль — «Чоннам» (FF-957) с 1988 по 2017 служил в 21-й эскадре эсминцов 2-го флота, а в 2018 году был переведён в 31-ю эскадру эсминцев 3-го флота. Участвовал в первой битве за Ёнпхёндо и в битве при Тэчхоне против КНДР и выступил в качестве флагмана. Вместе с фрегатом «Ульсан» посетил Владивосток в 1993 году.

### Остальные фрегаты
Остальные корабли отличились меньше, но также служили во 2-м и 3-м флотах, охраняя морскую границу Республики Корея. Принимали участие в морских учениях совместно с США, Австралией и другими странами.

## Характеристики

### Главные размерения и двигатель
Корабли имеют стальной корпус с надстройкой из алюминиевого сплава. Общая длина составляет 102 метра, ширина — 11,5 метра, а осадка — 3,51 метра. Максимальное водоизмещение у поколения I — 2180 тонн, а у поколений II—III — 2215 тонн. Корабли обладают отличным радиусом действия: около 4000 морских миль со скоростью 18 узлов. При максимальной скорости в 34 узла они могут пройти от Кореи до Филиппин (911 миль) за 25 часов без дозаправки.
Корабль оснащен двумя газовыми турбинами LM 2500 мощностью 54 000 л.с., что обеспечивает максимальную скорость около 34 узлов, а также двумя дизельными двигателями, которые обеспечивают крейсерскую скорость 18 узлов. Схема CODOG позволяет достичь значительной эффективности. Машины работают через два редуктора DTA 150, которые передают мощность, вырабатываемую пропульсивными установками, через вал на два винта с регулируемым шагом. Всеми этими системами можно управлять дистанционно с любого места на мостике или в машинном отделении. Один стабилизатор корабля может минимизировать его качку в неблагоприятных погодных условиях.

### Вооружение
Основным орудием фрегата типа «Ульсан» являются 2 пушки OTO Melara 76 mm/62 со скорострельностью 85 выстрелов в минуту и дальностью стрельбы 8 морских миль. Роль вспомогательных, а также зенитных орудий на этих кораблях выполняют установки универсальной корабельной артиллерии. На кораблях поколения I это 4 башни Emerson EMERLEC EE-30 представляющие собой сдвоенные 30 миллиметровые орудия. На поколениях II—III эту роль выполняют 3 установки Dardo, являющиеся сдвоенными 40 миллиметровыми орудиями.
Из ракетного вооружения «Ульсан» может нести 2 установки по 4 ПКР RGM-84C Harpoon с дальностью полёта в 80 морских миль. На 2024 год ракеты «Гарпун» являются одними из самых распространенных ракет в мире.
Торпедное вооружение состоит из 2 трёхтрубных торпедных аппаратов Mark 32, с торпедами Mark 46 или K745 Blue Shark.
Для борьбы с подводными лодками противника корабли несут 12 глубинных бомб Mk 9 или KMk 9.

### Радиоэлектронное оборудование
Комплекс датчиков, за исключением SRN-15 (TACAN), предоставлен компанией Thales Nederland и включает радар DA.05 для указания целей и воздушного поиска. Он работает в диапазоне S и имеет дальность 75 морских миль. Радар ZW.06 для сканирования поверхности и навигации работает в диапазоне X и имеет дальность 15 морских миль. Радар управления огнем WM.28 работает в диапазоне X и имеет дальность 20 морских миль. Также установлены две системы управления огнем Lightweight Optronic Director (LIOD). LIOD используют телевизионную камеру, инфракрасную камеру и лазерный дальномер для обеспечения неэлектронного управления стрельбой.
Сонарную систему представляет установленная на корпусе средне- и низкочастотная система PHS-32. PHS-32 имеет четыре активных режима передачи и как пассивный, так и активный прием. Система РЭБ — интегрированная система Goldstar ULQ-12K, которая аналогична оборудованию ArgoSystems APECS и может быть основана на нём. Кроме того, установлены четыре системы пусковых установок ЛТЦ и ДО SRBOC с СПО Matilde. Последовательность операций предполагает, что система Matilde уведомляет систему ULQ-12K, которая затем автоматически запускает ЛТЦ или ДО при необходимости.
Воздушные суда могут направляться с помощью транспондера SRN-15 TACAN (Tactical Air Navigation). Корабли класса Ulsan не оснащены возможностью размещения вертолёта.

## Корабль для ВМС Бангладеш

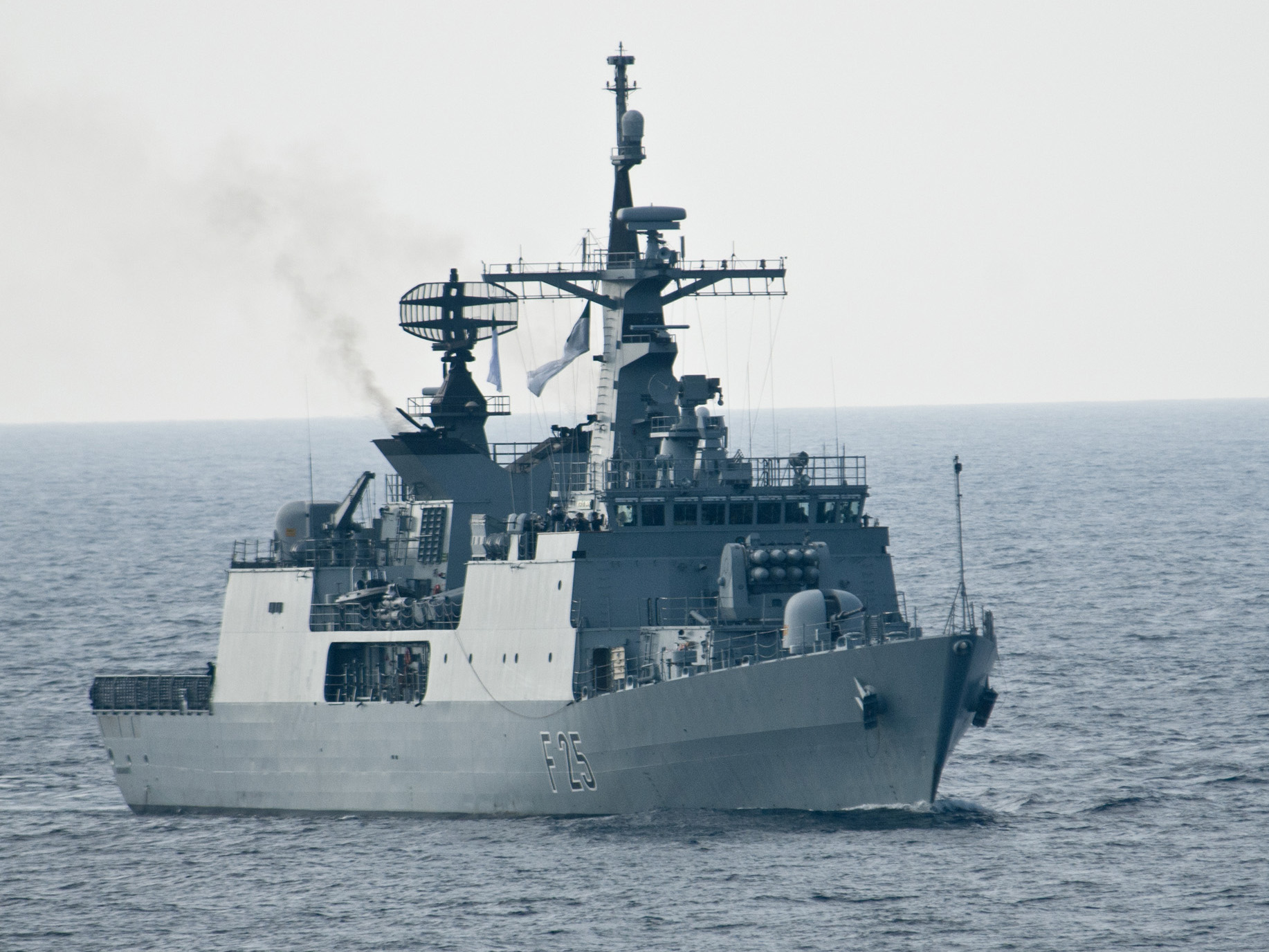
BNS Bangabandhu во время учений CARAT 2012 в Бенгальском заливе

В 1997 году ВМС Бангладеш заказали корабль типа «Ульсан» для замены устаревшего фрегата типа «Леопард» BNS Ali Haider, который остался в наследство от Великобритании и имел очень старое оборудование. Новый фрегат был построен в 2001 году на верфи Daewoo и получил имя BNS Bangabandhu, но после технических замечаний был отправлен на доработку. В 2003 году в интернете появилась информация о предполагаемых проблемах корабля, которые включали плохо подогнанные купола гидролокаторов и проблемы с электрооборудованием. В 2007 году корабль был вновь введен в эксплуатацию, был переименован в BNS Khalid bin Walid и был сильно модифицирован. Он получил вертолётную площадку, ЗРК HQ-7, ПКР Otomat, а также новый двигатель, работающий по системе CODOD. В 2009 году кораблю вернули имя BNS Bangabandhu.

## Состав серии
| Фрегаты типа «Ульсан» | Фрегаты типа «Ульсан»      | Фрегаты типа «Ульсан» | Фрегаты типа «Ульсан» | Фрегаты типа «Ульсан» | Фрегаты типа «Ульсан» | Фрегаты типа «Ульсан» | Фрегаты типа «Ульсан»                                                 | Фрегаты типа «Ульсан» | Фрегаты типа «Ульсан» | Фрегаты типа «Ульсан» | Фрегаты типа «Ульсан» | Фрегаты типа «Ульсан» | Фрегаты типа «Ульсан» | Фрегаты типа «Ульсан» |             |             |             |             |             |
| №                     | Название                   | Верфь                 | Заложен               | Спущен                | В строю               | Списан                | Примечания                                                            | Фото                  |                       |                       |                       |                       |                       |                       |             |             |             |             |             |
| Поколение I           | Поколение I                | Поколение I           | Поколение I           | Поколение I           | Поколение I           | Поколение I           | Поколение I                                                           | Поколение I           | Поколение I           | Поколение I           | Поколение I           | Поколение I           | Поколение I           | Поколение I           | Поколение I | Поколение I | Поколение I | Поколение I | Поколение I |
| --------------------- | -------------------------- | --------------------- | --------------------- | --------------------- | --------------------- | --------------------- | --------------------------------------------------------------------- | --------------------- | --------------------- | --------------------- | --------------------- | --------------------- | --------------------- | --------------------- | ----------- | ----------- | ----------- | ----------- | ----------- |
| FF-951                | «Ульсан» (울산, Ulsan)     | Hyundai               | Май 1979              | 08.04.1980            | 01.01.1981            | 30.12.2014            | В консервации. Используется как корабль-музей.                        |                       |                       |                       |                       |                       |                       |                       |             |             |             |             |             |
| FF-952                | «Сеул» (서울, Seoul)       | Hyundai               | Нет данных            | 24.04.1984            | 30.06.1985            | 31.12.2015            | В консервации. Используется как корабль-музей.                        |                       |                       |                       |                       |                       |                       |                       |             |             |             |             |             |
| FF-953                | «Чхуннам» (충남, Chungnam) | Korea Shipbuilding    | Нет данных            | 26.10.1984            | 01.06.1986            | 27.12.2017            | В резерве. Используется как тренировочный корабль.                    |                       |                       |                       |                       |                       |                       |                       |             |             |             |             |             |
| FF-955                | «Масан» (마산, Masan)      | Korea Tacoma          | Нет данных            | 26.10.1984            | 20.07.1985            | 24.12.2019            | В консервации. Используется как корабль-музей.                        |                       |                       |                       |                       |                       |                       |                       |             |             |             |             |             |
| Поколение II          |                            |                       |                       |                       |                       |                       |                                                                       |                       |                       |                       |                       |                       |                       |                       |             |             |             |             |             |
| FF-956                | «Кёнбук» (경북, Kyongbuk)  | Daewoo Shipbuilding   | Нет данных            | 15.01.1986            | 30.03.1986            | 24.12.2019            | В резерве. ВМС планируют использовать его как мишень во время учений. |                       |                       |                       |                       |                       |                       |                       |             |             |             |             |             |
| Поколение III         |                            |                       |                       |                       |                       |                       |                                                                       |                       |                       |                       |                       |                       |                       |                       |             |             |             |             |             |
| FF-957                | «Чоннам» (전남, Chonnam)   | Hyundai               | Нет данных            | 19.04.1988            | 17.06.1989            | 30.12.2022            | На август 2023 года судно находилось в Мокпхо в ожидании утилизации.  |                       |                       |                       |                       |                       |                       |                       |             |             |             |             |             |
| FF-958                | «Чеджу» (제주, Cheju)      | Daewoo Shipbuilding   | Нет данных            | 03.03.1988            | 01.01.1990            | 30.12.2022            | В резерве. Используется как тренировочный корабль.                    |                       |                       |                       |                       |                       |                       |                       |             |             |             |             |             |
| FF-959                | «Пусан» (부산, Pusan)      | Hyundai               | Нет данных            | 20.02.1992            | 01.01.1993            |                       | В строю                                                               |                       |                       |                       |                       |                       |                       |                       |             |             |             |             |             |
| FF-961                | «Чхонджу» (청주, Chongju)  | Daewoo Shipbuilding   | Нет данных            | 20.03.1992            | 01.06.1993            |                       | В строю                                                               |                       |                       |                       |                       |                       |                       |                       |             |             |             |             |             |